# Martinický palác
Martinický palác na Hradčanském náměstí v Praze je čtyřkřídlá budova, jejíž hlavní průčelí je obráceno na náměstí a jedno boční křídlo je v Kanovnické ulici. Patří mezi nejkrásnější renesanční stavby Prahy druhé poloviny 16. století.

## Historie

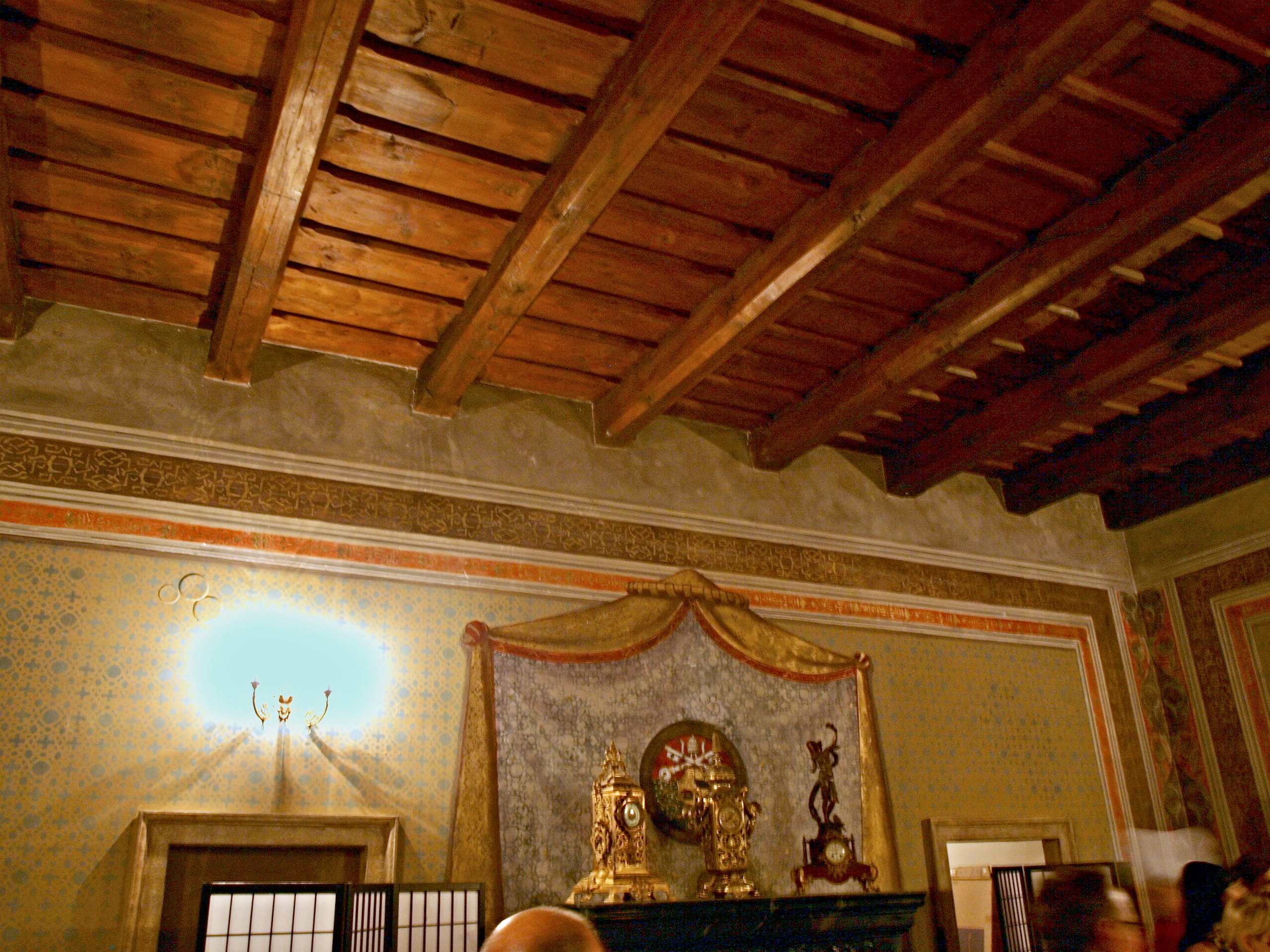
Jeden z malých sálů Martinického paláce

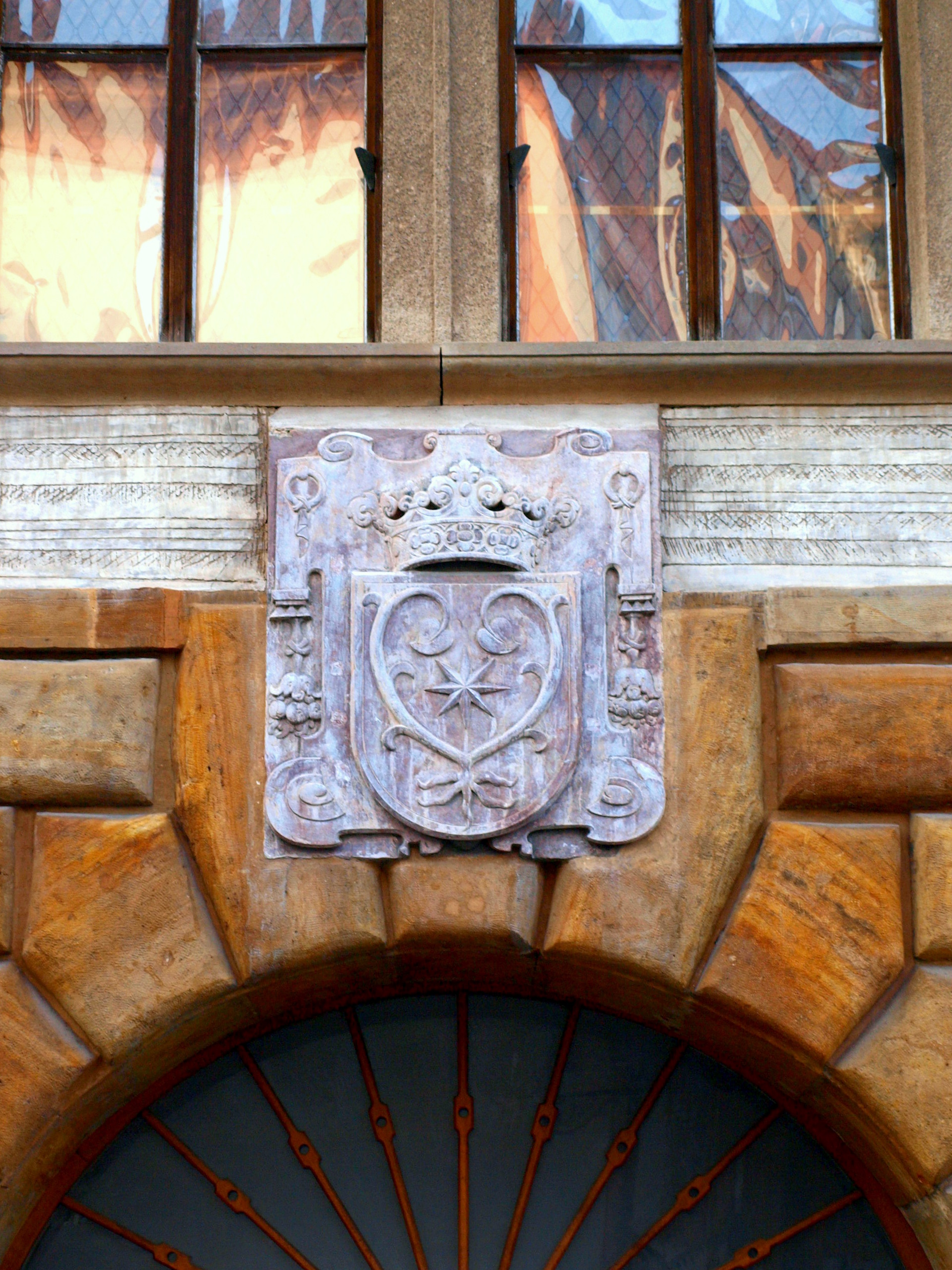
Erb nad vchodem

Budova, postavená několik let po požáru Hradčan a Malé Strany v roce 1541, stojí na místě několika středověkých domů, z nichž jeden dříve obýval kronikář Beneš Krabice z Weitmile. Byla v majetku Ondřeje Teyfla z Kinsdorfu a Zeilberku a v roce 1589 byla prodána Jiřímu Bořitovi z Martinic na Smečně, který ji začal okamžitě přestavovat. Z té doby jsou venkovní sgrafita na hlavním i dvorním průčelí, kde jsou zobrazeny výjevy ze života Josefa Egyptského, skutky Samsonovy a hrdinské činy Herkulovy.
Dalším majitelem byl synovec Jiřího Jaroslav Bořita z Martinic, známý z třetí pražské defenestrace v roce 1618. Ten nechal po roce 1620 budovu rozšířit o jedno patro, přistavět severní křídlo s velkým sálem a do hlavního průčelí vsadit desku z červeného mramoru s heraldickým znakem Martiniců – hvězdou a leknínovými stvoly s kořeny. Nad průčelím byl postaven štít v raně barokním stylu. Po roce 1649 ještě Barbora, vdova po Jaroslavu Bořitovi, nechala síně doplnit malovanými trámovými stropy. K hlavnímu sálu byla připojena kaple s pozoruhodnou výzdobou.
Palác byl v majetku rodu Martiniců až do roku 1788, kdy zemřel poslední mužský potomek rodu. Tehdy už v něm byly pouze kanceláře a byty. V roce 1799 se stal palác vlastnictvím Josefy Weitenweberové a po přebudování v něm vzniklo 26 bytových jednotek, za další majitelky dokonce 70, když byl velký sál přepažen a rozdělen na dvě patra. Nájemní byty byly v paláci až do roku 1967.

## 20. století
V letech 1967–1973 byl palác rekonstruován podle plánu, který zpracoval architekt Zdeněk Hölzel pro Útvar hlavního architekta hlavního města Prahy. Na základě dochovaných velice přesných nákresů a plánů, které na začátku 19. století vytvořil syn majitelky Felix Weitenweber, bylo možno některé vnitřní místnosti obnovit do původního renesančního stavu. Především se podařilo do původního stavu rekonstruovat velký sál. Byly nalezeny cenné nástěnné malby a téměř ve všech místnostech malované trámové stropy, které díky nařízení Josefa II. musely být kvůli častým požárům podbity rákosem a omítnuty.
Od roku 1974 byl Martinický palác sídlem Útvaru hlavního architekta hlavního města Prahy, který řídil územní plánování a podobnou činnost. K tomuto účelu Martinický palác sloužil až do období restitucí, do roku 1994.
Koncem 20. století bylo zjištěno, že Jaroslav Bořita z Martinic postavil stavbu ve stejném hmotovém a prostorovém uspořádání jako je uspořádání Královského paláce na Hradě, avšak v polovičním měřítku.[zdroj?] Údajně takto postavil sám sobě a svým potomkům symbol své někdejší moci a „zázračného“ zachránění svého života při defenestraci v roce 1618 na Pražském hradě, kdy byl spolu s Vilémem Slavatou z Chlumu a Košumberka vyhozen z oken.

## Současné využití
V roce 2016 palác koupila česká investiční skupina R2G miliardáře Oldřicha Šlemra. Prostory paláce si lze pronajmout k uspořádání konferencí, svatebních obřadů i jiných společenských akcí.

## Ve filmu
- Princezna a písař (2014, režie Karel Janák)

## Galerie

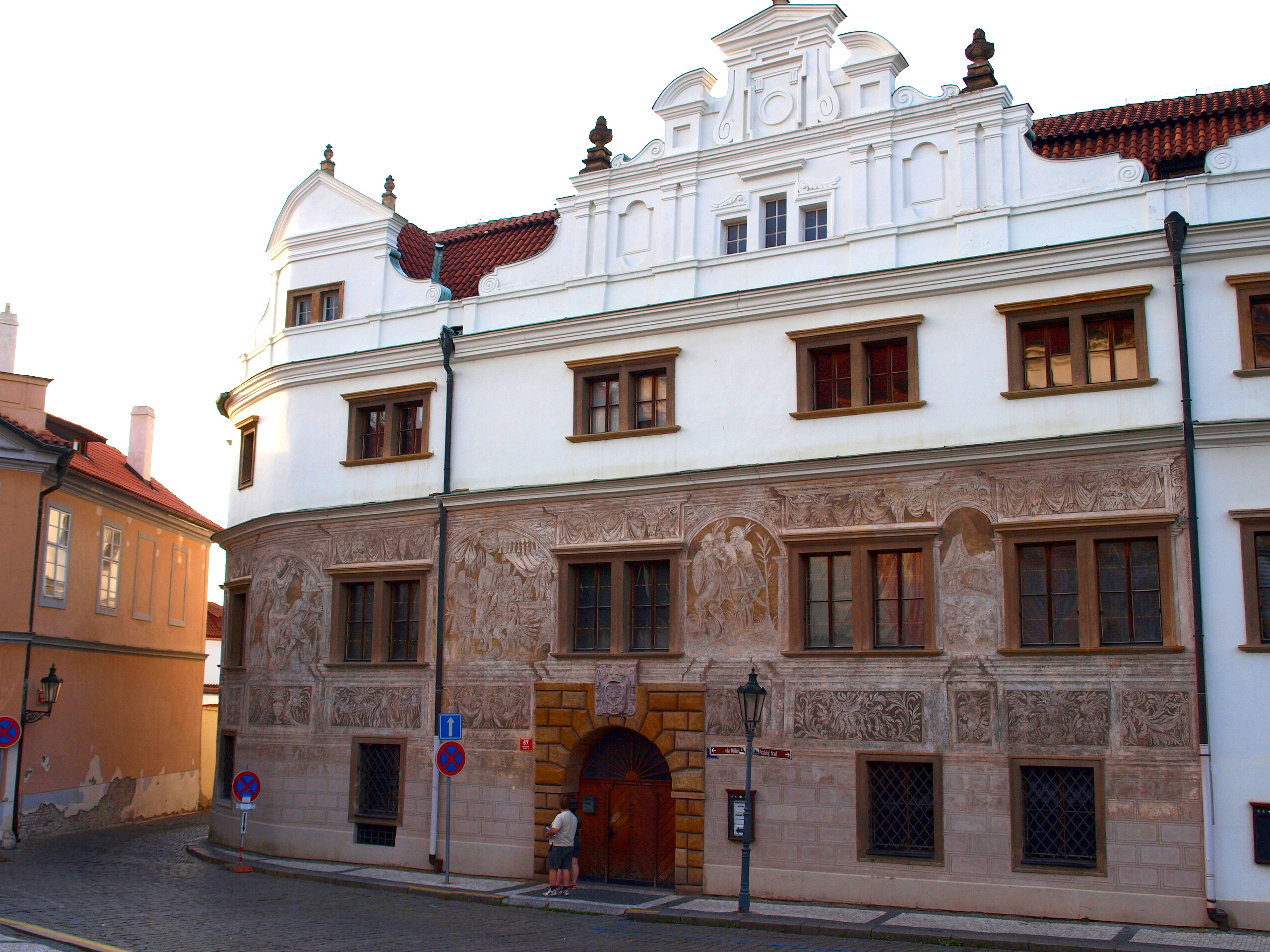
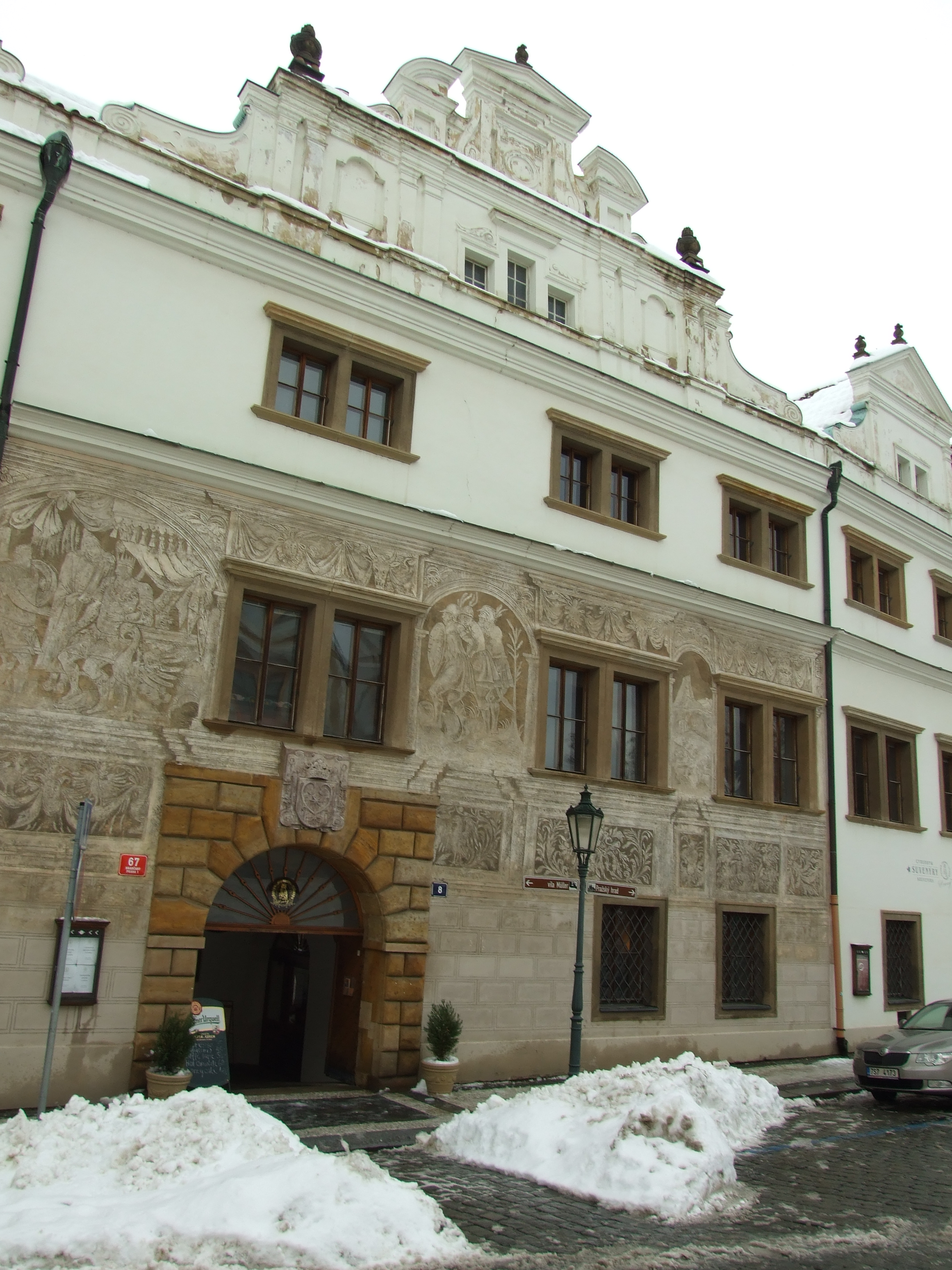
Průčelí paláce v zimním období
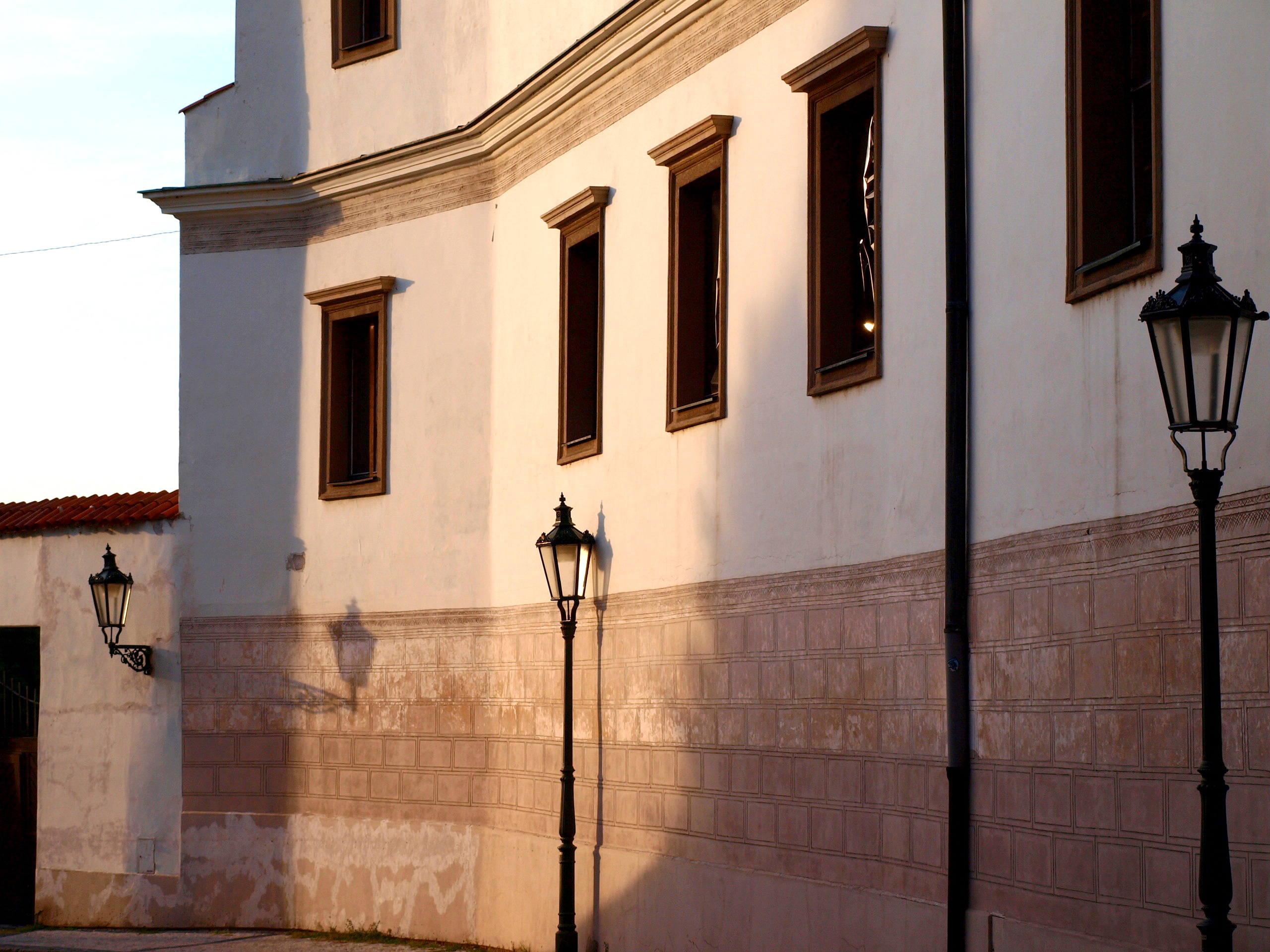
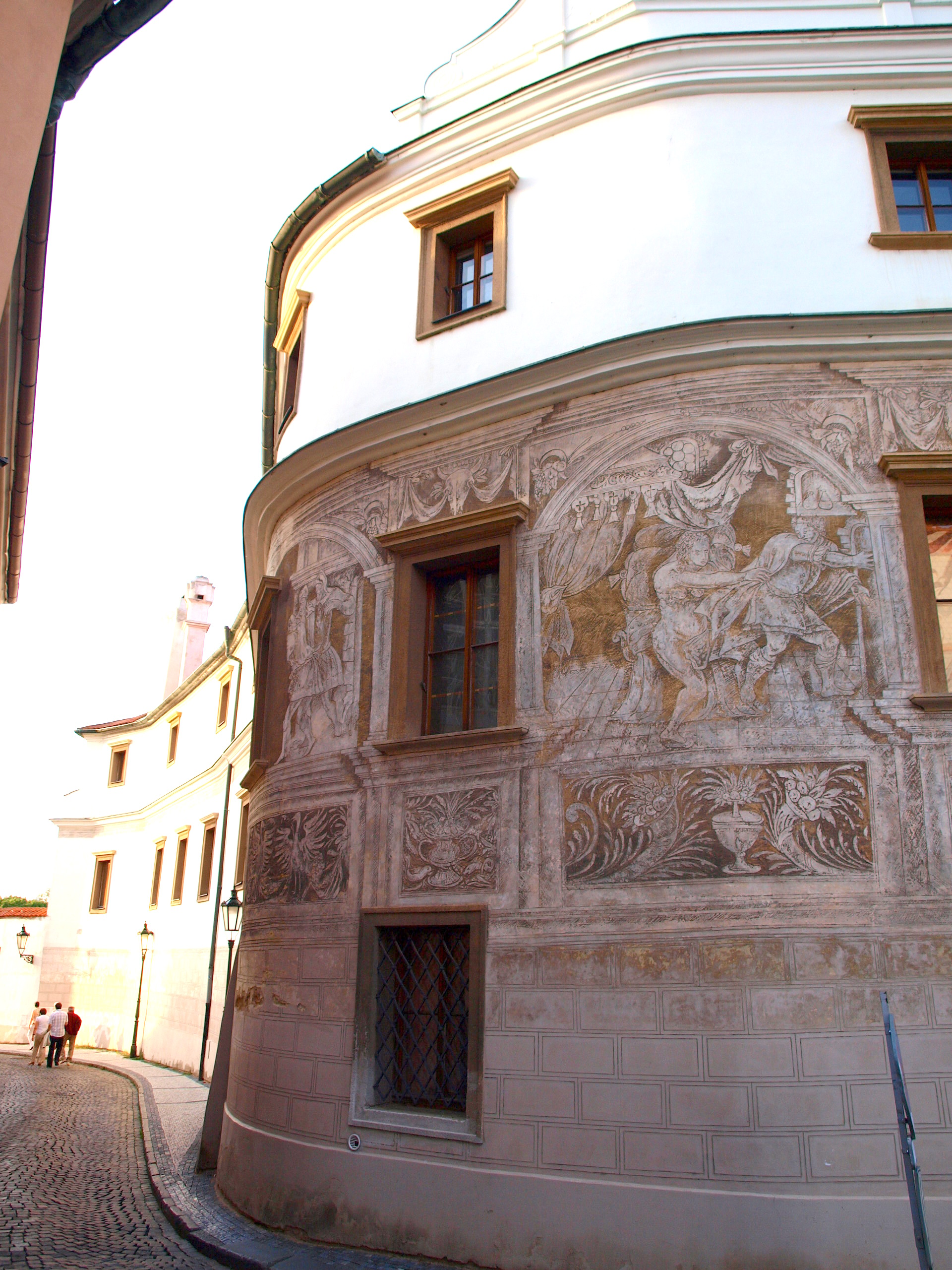
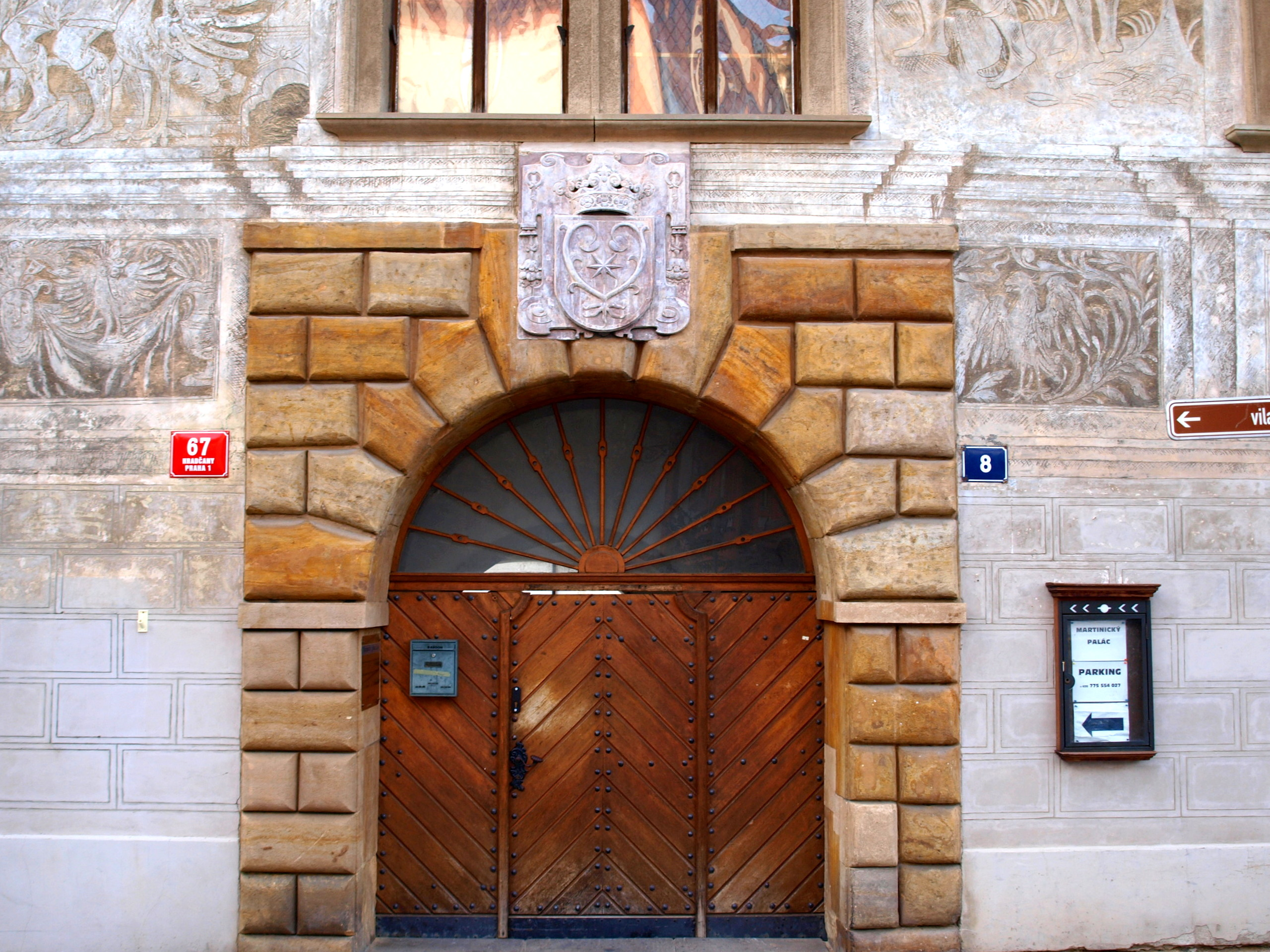
Průčelí paláce
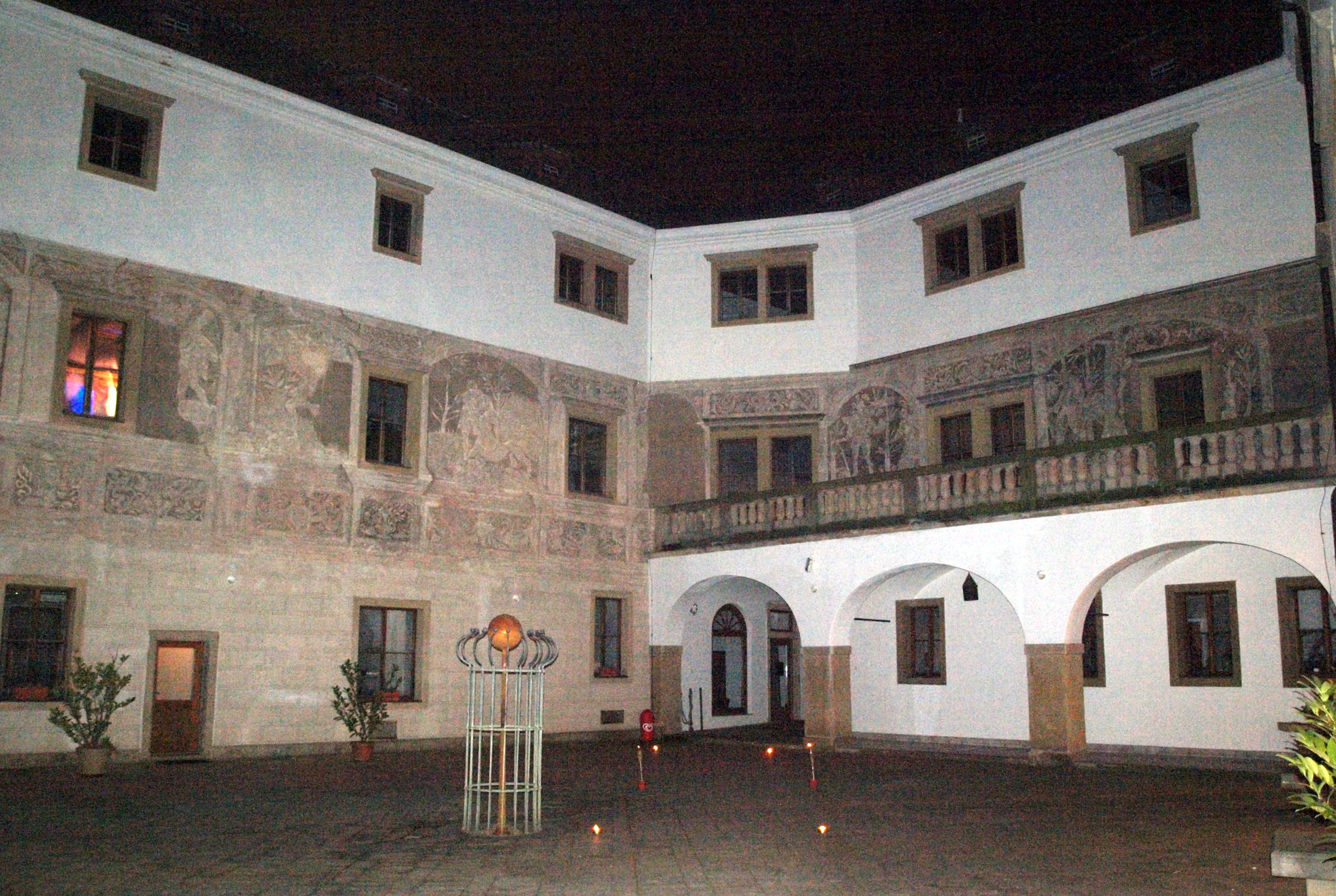
Nádvoří paláce
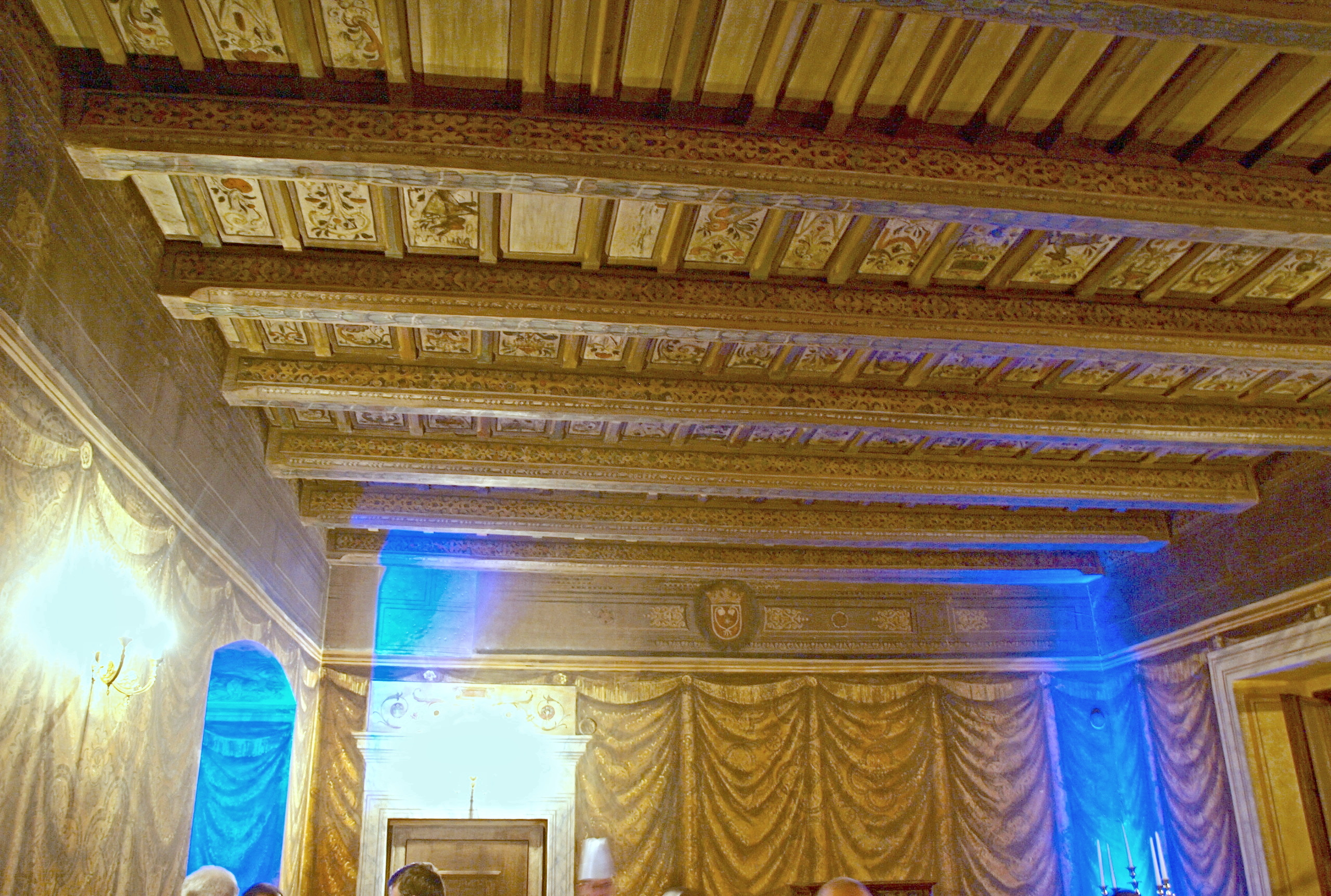
Renesanční interiér paláce